# You Know I'm No Good
"You Know I'm No Good" é uma canção gravada pela cantora e compositora britânica Amy Winehouse para o seu segundo álbum de estúdio, Back to Black (2006). A composição foi realizada inteiramente por Winehouse e a produção por Mark Ronson. A faixa, assim como a maior parte de Back to Black, foi influenciada pelos desdobramentos do conturbado relacionamento em que a cantora estava envolvida com um rapaz. Traições mútuas levaram ao rompimento da relação, e Winehouse canalizou os seus sentimentos à composição do disco, de modo que "You Know I'm No Good" reflete a sua infidelidade e a de seu amante. A sua gravação ocorreu em 2006, nos estúdios Dap King, Chung King — ambos em Nova Iorque — e Metropolis — em Londres.
Em termos musicais, "You Know I'm No Good" é uma canção R&B e funk, com influências do blues e do jazz dos anos 1960 e do hip hop, em cujas letras Winehouse reflete sobre a supracitada infidelidade de si e de seu parceiro. A canção foi lançada como o segundo single de Back to Black em território britânico através da gravadora Island Records. Primeiramente, foi enviada às estações radiofônicas do país uma versão remisturada com o rapper Ghostface Killah, em 7 de janeiro de 2007. A gravação original estreou na BBC Radio 1 no dia seguinte e, simultaneamente, foi editada em formato físico. Na América do Norte, por sua vez, "You Know I'm No Good" foi disponibilizada como o single de estreia de Winehouse, tendo sido enviada às estações radiofônicas americanas em fevereiro de 2007. A canção foi recebida com aclamação pelos críticos musicais, os quais elogiaram a sua mistura de estilos, a franqueza de suas letras e a produção de Ronson. Consequentemente, foi eleita o segundo melhor lançamento do ano pela Entertainment Weekly, e recebeu uma nomeação à premiação Ivor Novello.
Comercialmente, o single obteve êxito nas tabelas musicais, embora bastante inferior ao registrado por seu antecessor, "Rehab". O tema tornou-se o segundo lançamento de Winehouse a classificar-se entre os vinte primeiros colocados da tabela musical do Reino Unido, a UK Singles Chart, atingindo o 18.º lugar. Além disso, estreou na liderança da UK R&B Chart, convertendo-se no primeiro single da artista a realizar a proeza. Noutras regiões, alcançou uma colocação entre as trinta primeiras posições das tabelas de nações do continente europeu, entre as quais a Dinamarca, Escócia, Noruega e República Eslovaca, classificou-se entre os dez primeiros colocados em África do Sul, Grécia, Suíça e Turquia e converteu-se no primeiro lançamento de Amy Winehouse a liderar as estações radiofônicas de Polônia. Nos Estados Unidos, não registrou o mesmo êxito e acabou por alcançar a 77.ª posição da Billboard Hot 100. Em contrapartida, repercutiu mais positivamente na Adult Alternative Songs, em que alcançou o segundo lugar e fez de Winehouse a artista feminina em estreia a ascender às dez primeiras classificações da tabela mais rapidamente — apenas quatro semanas.
O vídeo musical relativo à canção foi dirigido por Phil Griffin e foi lançado em 15 de novembro de 2006, na plataforma digital YouTube, tendo sido disponibilizado para comercialização a partir de 4 de dezembro no iTunes. Na gravação, Winehouse aparece a responder a um interrogatório sobre a infidelidade que cometera, enquanto o interrogador exibe evidências físicas do ocorrido, como filmagens e fotografias. O vídeo registrou bastante popularidade entre os espectadores, sobretudo nos Estados Unidos, tendo alcançado a primeira posição entre as mais solicitados pelos telespectadores das emissoras televisivas americanas VH1 e MTV. Como forma de divulgação, a cantora apresentou a canção em festivais musicais, programas televisivos e premiações, entre os quais o Glastonbury, o Russell Brand Show e os Grammy Awards de 2008, e incluiu-a no repertório de sua turnê. "You Know I'm No Good" capturou também a atenção de diversos artistas, muitos dos quais regravaram a canção ou incluíram-na em suas apresentações ao vivo, como o grupo Arctic Monkeys e a cantora brasileira Pitty.

## Antecedentes e elaboração

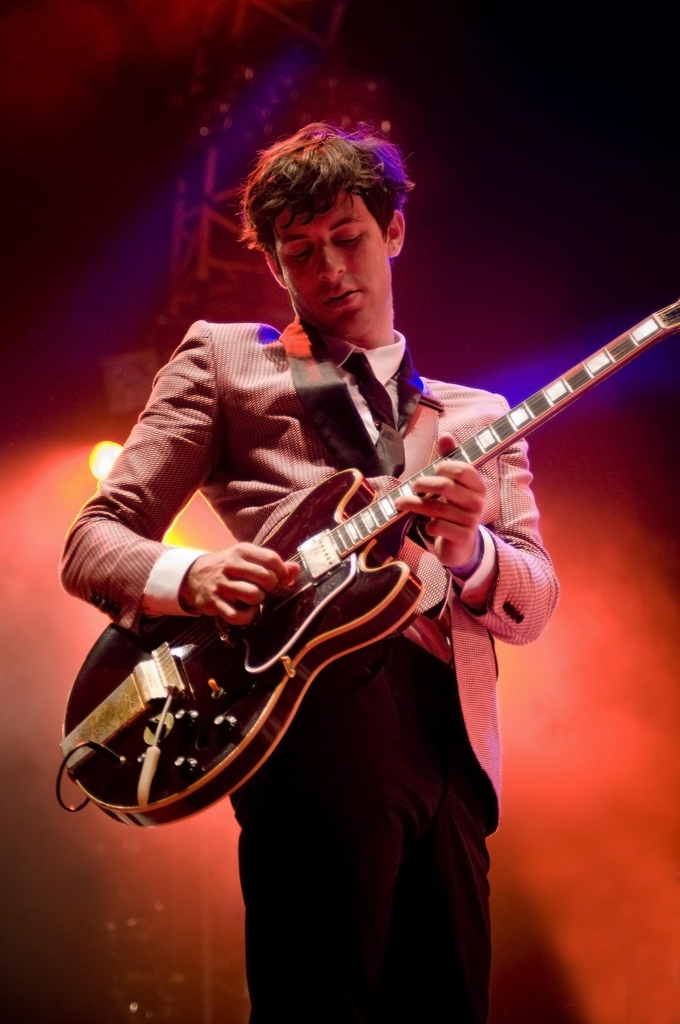
O britânico Mark Ronson foi o responsável pela produção musical de "You Know I'm No Good".

Com o lançamento de seu disco de estreia, Frank (2003), Amy Winehouse dedicou-se fortemente à sua divulgação, de modo que passou a maior parte do ano de 2004 a excursionar pelo Reino Unido. Apesar dos resultados positivos obtidos financeiramente, a turnê esgotou a artista em termos criativos. Isto porque Winehouse apenas escrevia sobre acontecimentos pessoais, como a própria afirmou em entrevistas, de modo que a promoção de seu disco não atendia às suas expectativas como letrista. A ausência de criatividade logo se transformou em um bloqueio de escritor e a cantora permaneceu cerca de dezoito meses sem realizar sequer uma composição. Por essa altura, Winehouse costumava frequentar pubs em Londres e, em um dos supracitados estabelecimentos, em Camden Town, conheceu um rapaz chamado Blake Fielder-Civil, com quem iniciou uma relação amorosa pouco depois. Blake, porém, era comprometido e preferiu permanecer com a sua parceira a comprometer-se com Winehouse. Para revidar a traição e pôr fim de vez ao romance, Amy Winehouse relacionou-se com um dos amigos de Blake após ele deixá-la. A infidelidade de Winehouse foi a inspiração para "You Know I'm No Good".
Os executivos da gravadora de Winehouse, no entanto, estavam cada vez mais insatisfeitos com o prolongado período de inatividade da cantora e, em certo momento, começaram a pressioná-la para que ela lhes apresentasse qualquer novo material. "Completaram-se dois anos desde o lançamento do último disco e [executivos da gravadora], de fato, disseram-me, 'Ao menos queres fazer um novo disco?', e eu disse-lhes, 'Asseguro-vos de que o farei em breve' [...] 'Quando eu começar a compô-lo, eu irei escrever, e escrever, e escrever. Apenas preciso de começar'", relatou a cantora. Para ajudá-la a fazer fluir o seu processo criativo, Guy Moot, presidente criativo da empresa EMI Publishing do Reino Unido e do continente europeu, resolveu apresentá-la ao produtor musical britânico Mark Ronson. Embora conhecesse o seu trabalho, Ronson nunca fora apresentado formalmente à cantora.
Àquele momento, Winehouse encontrava-se em Nova Iorque, em busca de alguém com quem trabalhar em seu disco, de modo que os dois foram apresentados um ao outro dias depois no estúdio de Ronson. A princípio, a artista estava relutante em relação ao rapaz, como a própria relatou: "Sabia o que queria fazer no disco e não sou uma pessoa muito flexível". Após conversarem sobre música, a cantora exibiu-lhe os grupos musicais que escutara, como The Shangri-Las, The Flamingos e The Shirelles, e revelou-lhe que almejava elaborar um disco que soasse como aqueles artistas. Ronson, então, comprometeu-se em elaborar algo àquela noite e mostrar-lhe o resultado no dia seguinte. O rapaz inspirou-se nas canções que Winehouse lhe havia apresentado e, àquela noite, elaborou elaborou parte da instrumental do que veio a ser a faixa homônima de Back to Black. Conforme o combinado, Ronson levou a gravação para a artista no dia seguinte. Demasiado satisfeita com o resultado, Amy Winehouse decidiu prolongar a sua permanência em Nova Iorque para prosseguir o trabalho com Ronson. Em duas semanas, os artistas concluíram as gravações de cinco canções, entre as quais "You Know I'm No Good", cujas letras a cantora escrevera meses antes, durante uma temporada que passara de férias em Espanha. A viagem foi realizada pelos familiares de Winehouse que visavam ajudá-la a superar os problemas emocionais e para com a bebida da artista. No estúdio Chung King, em Nova Iorque, foram fonografados os vocais de Winehouse. Bateria, piano, guitarra e contrabaixo foram gravados ao vivo e simultaneamente em um cômodo do estúdio Dap King, com o grupo musical The Dap-Kings, uma vez mais em Nova Iorque. Instrumentos de percussão e metais foram registrados separadamente no estúdio Metropolis, em Londres.

## Lançamento

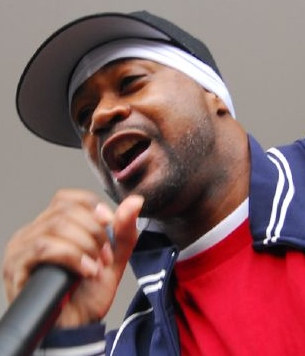
"You Know I'm No Good" foi lançada como single em duas versões: a gravação original e uma remistura com o rapper Ghostface Killah, que serviu como o single de estreia de Winehouse na América.

"You Know I'm No Good" foi lançado como o segundo single de Back to Black em território britânico através da gravadora Island Records. A faixa foi anunciada como canção de trabalho em 16 de novembro de 2006 pela revista NME. No artigo em que o noticiava, foi informado que a canção seria editada em duas versões: a gravação oficial, presente no disco, e uma remistura realizada com o rapper americano Ghostface Killah, membro do grupo Wu-Tang Clan. Anteriormente, no entanto, gravações demonstrativas de "You Know I'm No Good" e "Rehab" foram reproduzidas no programa radiofônico de Mark Ronson na East Village Radio, em Nova Iorque. Em 17 de dezembro, o site BBC Radio anunciou que a gravação estrearia em sua programação em 8 de janeiro de 2007. A edição com Wu-Tang Clan foi disponibilizada para comercialização em 19 de dezembro no site Amazon.com e foi, inicialmente, apenas incluída no disco do americano, More Fish (2006) — lançado em dezembro de 2006. Tal versão foi enviada às estações radiofônicas britânicas — mais precisamente à BBC Radio 1 — como single em 7 de janeiro de 2007. No dia seguinte, conforme o anunciado pela BBC, estreou na programação da BBC Radio 1 a edição original, que, simultaneamente, foi editada em formato físico em duas versões: um CD single, contendo apenas a gravação original e "To Know Him Is To Love Him" — faixa originalmente lançada por The Teddy Bears, em 1958 —, e um CD-Maxi, em que estão incluídos a gravação original, uma remistura com o grupo Skeewiff e o lado B do single, "Monkey Man" — originalmente lançado por Toots & The Maytals, em 1969.
Na América do Norte, por sua vez, a canção foi escolhida como o single de estreia de Winehouse. Em 18 de dezembro de 2006, o site da revista Spin disponibilizou uma hiperligação em que era possível realizar a audição da versão da canção com Ghostface Killah. Em 16 de janeiro de 2007, a faixa foi disponibilizada no iTunes gratuitamente como o "Single da Semana". Posteriormente, em 5 de fevereiro, "You Know I'm No Good" foi enviado às estações radiofônicas alternativas adult e alternativas como canção de trabalho sob o selo da gravadora Universal Music. No dia seguinte, a faixa estreou nas estações modern rock. Simultaneamente, foi editado um vinil de doze polegadas, contendo quatro faixas: a gravação original e a remistura de "You Know I'm No Good" e uma remistura de "Rehab" e a sua versão oficial. Mais tarde, em março, tornou-se a faixa com o maior número de inclusões nas rádios rhythmic americanas. Nos Estados Unidos, a versão com Ghostface Killah foi incluída na lista de faixas de Back to Black, substituindo "Addicted". Em 13 de fevereiro, foi disponibilizado no México, através da Republic Records, um vinil contendo "You Know I'm No Good" e "Rehab". Em 2 de abril, o tema foi lançado em território alemão em formato vinil, contendo a gravação original e outras cinco versões da canção, incluindo a sua instrumentação e uma edição a capella. A faixa apenas foi disponibilizada oficialmente como single em Alemanha em 11 de maio, em formato CD single. Dois dias antes, foi adicionada às estações mainstream russas. Desta vez, a canção foi lançada como o terceiro single de Back to Black, sucedendo "Rehab" e a faixa homônima do disco. Também em 11 de maio, foi lançado em formato CD-Maxi em diversas nações europeias, entre as quais Suíça, Áustria, França e, uma vez mais, Alemanha. Em território americano, após a cerimônia do Grammy Award, em fevereiro de 2008, "You Know I'm No Good" foi relançado como single e enviado, novamente, às estações pop do país.

## Estrutura musical e letra
Desculpe, não reconheço formato
"You Know I'm No Good" é uma canção de estilos R&B retrô e funk, que incorpora elementos de gêneros como hip hop e blues e possui duração de quatro minutos e quinze segundos (4:15). Com andamento moderado e grooves clássicos que remetem ao hip hop, ao dub e às canções do grupo The Memphis Horns, a faixa inicia-se com batidas de bateria à canção "Tramp" (1967), de Otis Redding e Carla Thomas, seguidas por linhas de baixo reminiscentes de "Jump Around" (1992), do grupo irlandês House of Pain, antes que Winehouse entoe os versos de abertura. Instrumentos de sopro, tambores, metais e guitarras estão presentes em sua instrumentação e a sua produção é caracterizada pela união entre o estilo das canções Motown dos anos 1960 e o gênero hip hop, o que a faz soar "mais Brooklyn do que Camden", nas palavras de um repórter do site BBC. Alex Denney, da revista eletrônica Drowned In Sound, afirmou que a canção "mistura batidas hip-hop reminiscentes das canções anteriormente produzidas por Ronson e metais a letras auto-depreciativas e de duplo-sentido". John Murphy, da revista MusicOMH, proferiu que "You Know I'm No Good" possui "um toque do classudo soul da Filadélfia com um maravilhoso conjunto de metais". Craig Rosen, do site britânico Reuters, descreveu-a como "influenciada por contagiantes batidas ao ritmo hip hop e enriquecida com intoxicantes instrumentos de sopro". De acordo com a partitura musical publicada pela Sony/ATV Music Publishing, "You Know I'm No Good" foi composta em uma clave de Ré Menor com um ritmo de 100 batidas por minuto. Os vocais da cantora abrangem-se entre a baixa nota de Lá3 a Sol4.
Liricamente, "You Know I'm No Good" reflete a recíproca infidelidade de Winehouse e de seu parceiro. Em suas letras, repletas de confissão de traição, sentimento de culpa, reflexões sobre amores perdidos e recriminação — conforme exemplifica o refrão "I cheated myself, like I knew I would, I told you I was trouble, you know that I'm no good" —, Winehouse revela-se assumidamente infiel com franqueza brutal. Nas palavras de Jude Rogers, do New Statesman, a canção apresenta "uma descrição brilhante de um namorado a cogitar que a sua garota fez algo indecente" (exemplificada pelo trecho: "You say, 'Why did you do it with him today?', and sniff me out like I was Tanqueray"). A cantora demonstra arrependimento por ter sido infiel, o que acarretou a perda de seu amante e a fez lamentar em prantos ("I cried for you on the kitchen floor"), mas adverte o seu parceiro de que ele deveria tê-la conhecido melhor antes de envolver-se com ela, pois, como ele o sabe, ela não é boa coisa ("You know that I'm no good"). O ápice da narrativa, para os repórteres do periódico americano The Inlander, ocorre quando a traído parceiro descobre hematomas que sanam as suas dúvidas ("Then you notice little carpet burn"), mas é neste momento em que ela o questiona: "Who really stuck the knife in first?". A indiferença do rapaz em relação ao que descobrira, porém, é o que mais a magoa ("You shrug and it's the worst"), mas Winehouse sabe que não lhe pode exigir qualquer coisa a mais. Analisando a sua composição para o Entertainment Weekly, Leah Greenblatt escreveu que a canção apresenta "dor e pathos expressadas com um doído sentimento de garota durona; um imaginário inesquecível; uma melodia soul tão atemporal que poderia ter saído do diário de Donny Hathaway; e, claro, aquela voz inesquecível". Lauren Nostro, da revista Complex, descreveu-a como "uma compilação de quatro minutos dos pontos fortes de Winehouse em uma comovente balada repleta de vocais roucos e sensuais melodias de metais e completamente entoada com uma sexualidade que Winehouse incorporou melhor que qualquer um. As letras são demasiadamente honestas — um romance terminou mal e restou ninguém em quem Winehouse possa depositar a culpa a não ser ela".

## Crítica profissional
| Críticas profissionais | Críticas profissionais |
| Avaliações da crítica  | Avaliações da crítica  |
| Fonte                  | Avaliação              |
| ---------------------- | ---------------------- |
| BBC Radio 1            | [ 66 ]                 |
| MusicOMH               | (Aclamação)            |
| The Daily Record       | (Positiva)             |
| Gigwise                | [ 50 ]                 |
| Entertainment Weekly   | (Aclamação)            |
| Billboard              | (Positiva)             |

Após o seu lançamento, "You Know I'm No Good" recebeu aclamação dos críticos musicais. Fraser McAlpine, do site britânico BBC Radio 1, por exemplo, concedeu à canção cinco estrelas entre cinco permitidas, elogiando a "honestidade contundente" de suas letras, que mostram a razão por que Winehouse "encontra-se em um patamar muito superior ao da maioria dos compositores". Thom Gulseven, da revista conterrânea Gigwise, premiou-a com nove estrelas entre dez permitidas e elogiou a melodia da canção, a honestidade de suas letras e os vocais de Winehouse, chamando a tudo "adorável". Gulseven prosseguiu: "Assim como em 'Rehab', as letras e a temática de 'You Know I'm No Good' são exitosamente abordados com linguagem e conceitos contemporâneos e formosamente introduzidos ao melancólico ambiente musical de bons cantores clássicos, como Nina Simone e Bessie Smith". À versão da canção com Ghostface Killah, o editor chamou "impecavelmente brilhante". No site da revista eletrônica Contact Music, Tareck Ghoneim descreveu a canção como "uma honesta e aberta avaliação sobre a vida" e "uma demonstração atrevida". Sobre a produção de Mark Ronson, o autor declarou: "[A produção] cria um jazz com boas e muito elegantes batidas. Na verdade, está a ultrapassar o limites do jazz e a conduzi-lo a um patamar superior, criando algo requintado e sofisticado. Se gostas de Amy, gostarás desta canção". Rosie Swash, do periódico The Guardian, escreveu: "Em seu novo single, 'You Know I'm No Good', Amy Winehouse exibe-nos a sua incrível voz a defrontar-se com uma poderosa seção de instrumentos de sopro, unindo forças para chegarem a um clímace destruidor que só pode acabar mal para a infortunada moça". Nas páginas do irlandês The Irish Times, Kevin Courtney descreveu "You Know I'm No Good" como uma das canções de Back to Black "influenciadas por um soul obscuro" que "misturam os metais das canções de Gladys Knight à vulnerabilidade das de Billie Holiday".
Joe Crofton, da revista MusicOMH, aclamou a faixa e a artista em sua resenha crítica, afirmando: "Em 'You Know I'm No Good', Amy está, de fato, a recusar-se a pedir desculpas aos autointitulados preservadores da ética (mais conhecidos como imprensa) por suas passagens por clínicas de reabilitação e por seu recorrente mau comportamento. E eu a amo por isso". Crofton prosseguiu: "Certamente um dos mais talentosos cantores britânicos da atualidade, Amy e a sua comovente e sinuosa voz têm qualidade atemporal [...] O single em si é Amy por excelência [...] Winehouse não libera toda a força explosiva de sua voz, mas ela não o precisa fazer, pois sabemos que está ali a ressoar em segundo plano. Amy, Amy, Amy, estás pronta para conquistar o mundo". John Dingwall, do periódico britânico The Daily Record, nomeou-o "Single da Semana" e escreveu: "Outra faixa jazz-pop perfeita que nos recorda o motivo de nos importarmos com Amy, independentemente de suas travessuras. Soando como uma moderna Billie Holliday com a brilhante contribuição de rap de Ghostface Killah, é um sucessor de nível para o seu êxito 'Rehab'". Em março de 2007, a repórter Chuck Taylor, da revista Billboard, descreveu os vocais de Winehouse como "flexíveis" e comparou-os aos de Shirley Bassey, e afirmou que "a faixa, em sua versão original, não poderia ser melhor". Com o relançamento da faixa como single em território americano em 2008, a revista publicou nova avaliação sobre a canção, uma vez mais realizada por Taylor, que a descreveu como "uma lasciva faixa jazz" e comparou os "vocais emotivos" de Winehouse aos de Ella Fitzgerald e, novamente, Shirley Bassey. À sua letra, Chuck chamou "astuta narrativa de uma garota cujo amante está a perdoar as suas atitudes errantes", finalizando: "Agora que Winehouse é um nome conhecido, em seu segundo ciclo [a canção] deverá sair-se melhor [nas tabelas musicais americanas]". Alex Denney, da revista eletrônica Drowned In Sound, descreveu a gravação como "ótima", enquanto repórteres da revista People chamaram-na "instantaneamente memorável". Christian Hoard, da Rolling Stone, nomeou-a "uma excelente canção funk" e editores do site National Public Radio, alcunharam-na "uma sensual canção sobre infidelidade".
A faixa foi eleita o segundo melhor single do ano pelos editores do periódico americano Entertainment Weekly — atrás apenas de "Umbrella", de Rihanna —, que escreveram: "Não interessa em que tabloide estarás a estampar adiante, essa narrativa de infelicidade — repleta de metais ostentosos e letras provocadoras — estará presente para nos lembrar por que nós reparamos em ti a princípio". No catálogo "Os Melhores singles de 2007", do site POPJustice, o tema foi classificado em 30.ª colocação. Em abril de 2008, a gravação recebeu uma indicação ao Ivor Novello Award, na categoria "Melhor Canção Lírica e Musicalmente". Além de "You Know I'm No Good", outra canção de Winehouse, intitulada "Love Is a Losing Game", foi indicada à mesma categoria, o que converteu a intérprete no primeiro artista a ter duas canções indicadas à principal categoria do Ivor Novello Award em apenas uma edição. O troféu, porém, foi entregue a "Love Is a Losing Game". Em 2009, a faixa foi incluída na lista "1 000 Canções Que Todos Devem Ouvir", do Observer, que a descreveu como "uma notável canção sobre desgosto em que o desprezo e o ressentimento estão destinados à sua autora". Na lista "Melhores Canções de R&B Por Cantores Brancos dos Anos 2000", da revista Complex, "You Know I'm No Good" foi posicionada na vice-liderança — atrás apenas de "Cry Me a River" (2002), do americano Justin Timberlake — e foi chamada "uma das mais memoráveis canções de Winehouse" e "sexy e com sensações maliciosas, que têm a habilidade de conduzir qualquer ouvinte a um bar elegante e fazê-lo beber Tanqueray à espera de encontrar alguém para levar para casa".

## Vídeo musical

No vídeo musical relativo à canção, Winehouse é interrogada em um escuro cômodo por seu parceiro traído, que apresenta evidências, entre as quais fotos e vídeos, de que ela foi infiel. Na imagem, o seu companheiro lhe apresenta uma das fotografias para que Winehouse se explique.

As filmagens do vídeo musical relativo a "You Know I'm No Good" foram realizadas no início de novembro de 2006, sob a direção de Phil Griffin, que trabalhara com Winehouse no teledisco promocional de "Rehab", e produção de Kate Phillips por meio da Alchemy Production. A sua estreia ocorreu em 15 de novembro de 2006 na plataforma digital de vídeos YouTube e o seu lançamento oficial foi realizado no iTunes Store em 4 de dezembro. O vídeo foi enviado ao site da emissora televisiva americana MTV em 5 de fevereiro de 2007 — simultaneamente ao lançamento da canção como single nos Estados Unidos —, tendo estreado na programação da emissora em meados de março. Em 3 de março, foi enviado à programação do VH1 e do VH1 Soul. Mais tarde, o vídeo foi reunido em um extended play (EP) juntamente com os dos singles "Rehab", "Back to Black", "Tears Dry on Their Own" e "Love Is a Losing Game", e o vídeo de uma apresentação ao vivo da faixa homônima de Back to Black realizada por Winehouse no festival South by South West, nos Estados Unidos. O EP foi, posteriormente, disponibilizado para comercialização no iTunes.
Na gravação, Winehouse responde a um interrogatório realizado por seu companheiro, que lhe apresenta evidências concretas de que ela o traiu. O vídeo inicia-se a exibir um cômodo escuro, em que um rapaz — o parceiro de Winehouse — observa uma fotografia e aproxima-se de sua companheira para que ela lhe forneça uma explicação para o que ele vê. O rapaz senta-se diante da artista, mas ela inclina-se ao encosto da cadeira, evitando contato visual para com ele. O seu parceiro examina novamente a fotografia, em que Winehouse é vista com outro rapaz, e mostra-a à cantora, jogando-a sobre a mesa e retirando-se em seguida. No versículo seguinte, é mostrada a cena da traição: Winehouse está em um bar com o seu amante, mas o seu parceiro flagra os dois e exige-lhe que explique o que está a acontecer ali. Enfurecido, o companheiro da intérprete empurra o outro homem, exigindo que ele se vá, mas Winehouse tenta acalmá-lo. Os dois iniciam um conflito, empurrando um ao outro, enquanto a cantora tenta apartar a discussão dentre os dois. De volta à cena do interrogatório, o seu companheiro ainda lhe exige uma justificativa, mostrando-lhe diversas vezes a fotografia e tentando-lhe fazer olhar para ele, mas ela o evita. No cenário anterior, a discussão entre os dois permanece acalorada e Winehouse desiste de acalmá-los, deixando o estabelecimento.
Durante a seguinte cena, o interrogador traz uma televisão e nela reproduz uma gravação de Winehouse e o seu amante deitados em uma cama. O rapaz tenta beijá-la, mas ela não o permite e o afasta. O seu companheiro, uma vez mais, pressiona-a por explicações, mas ela evita fazer contato visual com ele. No próximo versículo, são intercaladas cenas em que Winehouse é vista a beber ora sentada ora deitada sobre o chão de uma cozinha. Enquanto isso, o seu companheiro traz-lhe mais fotografias de flagrantes da traição, que se acumulam sobre a mesa. Na cena seguinte, Winehouse está em uma banheira e o seu namorado está ali presente. Naquele momento, ele vê em seu braço um machucado e descobre como ela o conseguiu. Deitada na banheira, Winehouse recorda-se dos momentos da traição no bar. Enfurecido, o rapaz retira-se do local. Ao fim da gravação, a artista é vista a lamentar o ocorrido deitada sobre o chão da cozinha. Em entrevista concedida à BBC, em 2006, a cantora revelou, ao comentar sobre a influência exercida pelas Shangri-Las em Back to Black e após afirmar que "I Can Never Go Home Anymore" (1965) era a sua canção favorita das garotas, ter vivenciado essa última cena do vídeo — a qual é citada, inclusive, na letra da canção —, dizendo: "Quando eu e o meu namorado terminamos, eu passei a ouvir aquela canção repetidamente enquanto estava sentada no chão da minha cozinha com uma garrafa de Jack Daniels. Eu desmaiava, acordava e o fazia novamente". A todo momento durante o vídeo, a cantora está com bebidas alcoólicas em suas mãos, utilizando-a como um conforto para a sua dor.
O vídeo repercutiu positivamente entre os espectadores, sobretudo entre os americanos. O material foi enviado à emissora televisiva americana MTV no início de março e, rapidamente, converteu-se em um dos dez mais solicitados pelos espectadores. Em 24 de março de 2007, a gravação estreou no ranking Hot Video Clips, da revista Billboard — que classifica as produções mais assistidas pelos americanos —, vindo a alcançar a vice-liderança em 19 de maio, atrás apenas de "Makes Me Wonder" (2007), do grupo Maroon 5. Na programação da MTV, a gravação converteu-se na mais solicitada pelos telespectadores em 14 de abril. Posteriormente, em 12 de maio, alcançou a liderança do VH1, em que se manteve por duas semanas. Após o falecimento de Winehouse, a obra retornou em 13.º lugar entre os vídeos mais reproduzidos pelos espectadores do Yahoo! Music nos Estados Unidos. Publicado na plataforma de vídeos Vevo apenas em 23 de dezembro de 2009, o vídeo possuía mais de 48 milhões de visualização até ao primeiro semestre de 2014.

## Apresentações ao vivo

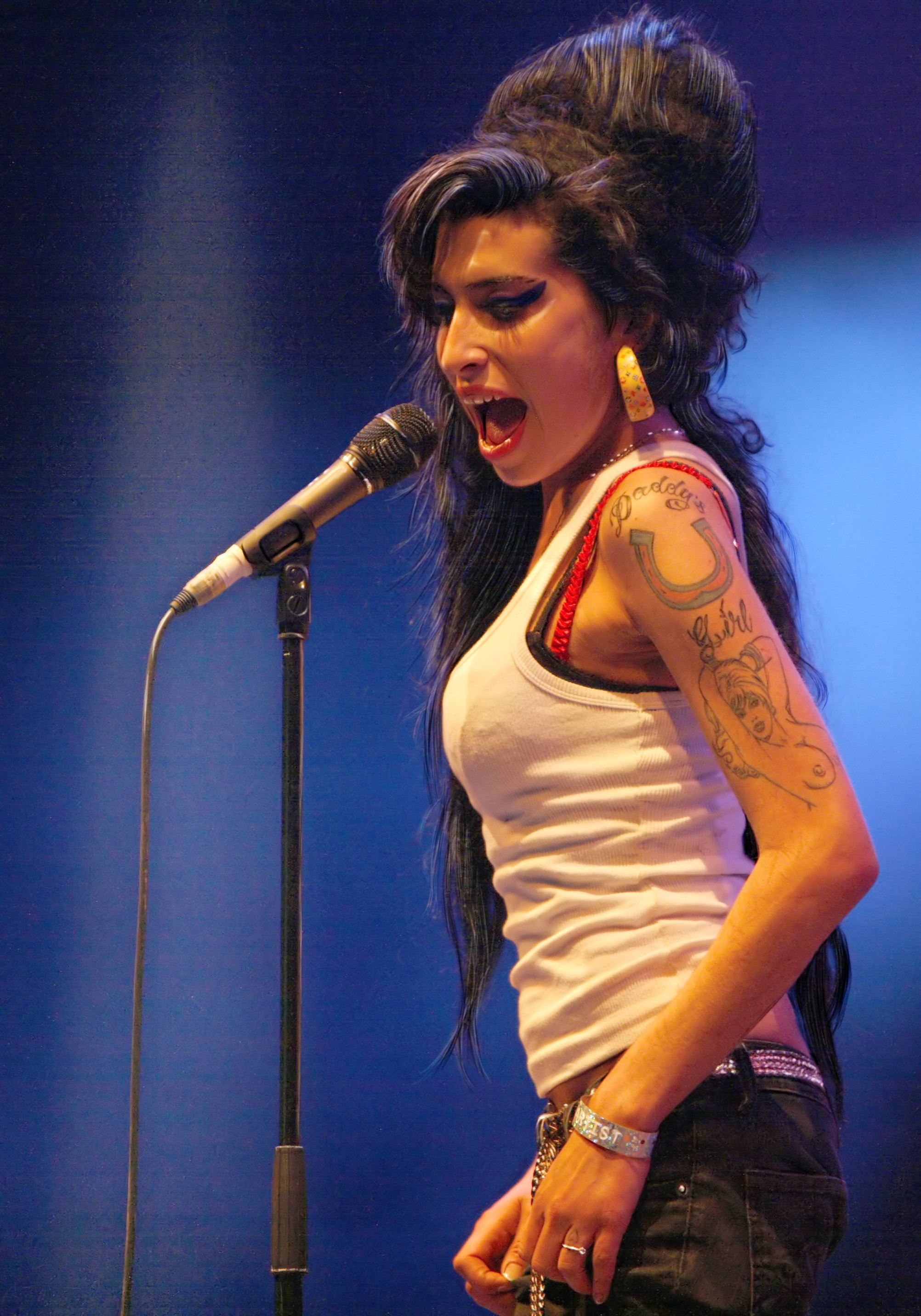
Amy Winehouse a atuar ao vivo no festival Eurockéennes de Belfort, em França, em 2007. O repertório dos concertos de sua turnê incluiu "You Know I'm No Good".

Amy Winehouse executou "You Know I'm No Good" ao vivo pela primeira vez durante um concerto realizado no pub The Fleece, em Bristol, Inglaterra, em 10 de setembro de 2006. Michael Deacon, do Daily Telegraph, descreveu a gravação como "uma narrativa sobre como tratar maus namorados". Dois dias depois, a artista interpretou-a novamente na casa de espetáculos Bloomsbury Ballrooms, uma vez mais em Londres. Em meados de outubro, a pedido da empresa de telecomunicações Tiscali, Winehouse interpretou cinco canções, entre elas "You Know I'm No Good", em uma sala de exposição da empresa Gibson Guitar. O concerto foi gravado e, posteriormente, transmitido no site da Tiscali. Ao início de novembro, a cantora embarcou em turnê por casas de espetáculos de Inglaterra e Escócia, que se iniciou no dia 10, na Liverpool Academy, em Liverpool, e percorreu a Oran Mor, em Glasgow, a KoKo, em Londres, e a Birmingham Academy, em Birmingham, nos dias 12, 14 e 16, respectivamente, tendo sido "You Know I'm No Good" incluído no repertório de suas apresentações. Em 24 do mesmo mês, a faixa foi por Winehouse interpretada durante a estreia do programa televisivo britânico The Russell Brand Show, de Russell Brand.
Também em 24 de novembro, a artista compareceu ao concerto beneficente Little Noise Sessions, cuja finalidade foi a arrecadação de recursos para a MENCAP, uma instituição filantrópica que assiste pessoas com deficiência mental. Na atração, Winehouse interpretou diversas canções de Frank e Back to Black, entre as quais "You Know I'm No Good", para além de "We're Still Friends" e "I Love You More Than You'll Ever Know", ambas de Donny Hathaway. Em 29 do mesmo mês, a cantora participou do festival AOL  Music Live! Winter Warmer, no Reino Unido, e a canção, uma vez mais, constou em seu set list. A empresa AOL, que promoveu o evento, gravou as apresentações dos artistas e, mais tarde, reuniu algumas canções — entre as quais "You Know I'm No Good" — em um CD, lançando-o no iTunes em 2007. Em 3 de dezembro, Amy Winehouse participou do festival Other Voices, em território irlandês. Acompanha apenas por um guitarrista e por um baixista, a intérprete executou "You Know I'm No Good" juntamente com "Tears Dry on Their Own", "Love Is a Losing Game", "Rehab", "Back to Black" e "Me & Mr. Jones". A cantora executou-a ao vivo no programa de Ras Kwame na BBC Radio 2 em 20 de dezembro.
Em 5 de janeiro de 2007, Winehouse interpretou a canção no primeiro episódio da quarta temporada do programa de variedades The Sunday Night Project, exibido pelo Channel 4. Três dias depois, a cantora exibiu-se no Lorraine Kelly Show, do canal GMTV, em que executou novamente a faixa. No dia 16 do mesmo mês, a cantora realizou a sua primeira apresentação ao vivo nos Estados Unidos. Utilizando um justo vestido, Winehouse exibiu-se no Joe's Pub, em Manhattan, Nova Iorque, e "You Know I'm No Good" foi uma das faixas pela artista interpretadas. Em 19 de fevereiro, a intérprete participou do evento ShockWaves NME Awards, em Londres. Lá, Winehouse apresentou a faixa e diversas canções de Back to Black e Frank. "You Know I'm No Good" foi uma vez mais incluída no repertório da cantora durante a sua performance no Porchester Hall, em Londres, em 8 de março — que foi gravada pela BBC One.—, bem como em sua apresentação na casa de espetáculos Roxy NYC, em Nova Iorque, em 19 do mesmo mês, onde a faixa foi cantada em coro pela plateia. A cantora foi a atração de uma série musical intitulada 45th at Night, da MTV, filmada em 2007 no estúdio One Astor Plaza, localizado na Times Square. Lá, Winehouse e a sua banda realizaram "intensa e comovente" interpretação, nas palavras de James Montgomery, repórter do canal, de canções como "You Know I'm No Good", "Rehab", "Me & Mr. Jones", "Back to Black" e "Love Is a Losing Game" — a última contou com a participação de Mos Def. Além dos programas televisivos, "You Know I'm No Good" foi incluída no repertório das apresentações de Winehouse em festivais musicais ao longo de 2007 — como o South by South West, Coachella Valley Music & Arts, o Isle of Wight, o Glastonbury, o Eurockéennes de Belfort, o Virgin, o Lollapalooza, entre outros — bem como no de sua excursão pelo continente europeu e pelo Norte da América.
Em 10 de fevereiro de 2008, a intérprete executou-a na 50.ª edição do Grammy Award — para a qual fora indicada a seis troféus. Impedida de embarcar para os Estados Unidos pelas autoridades americanas, Winehouse exibiu-se via satélite do Riverside Studios, de Londres. Utilizando um curto vestido negro, a artista interpretou ainda "Rehab" e a sua performance foi ovacionada pela plateia. Nas palavras de um comentarista do New York Times, "atraiu aplausos explosivos". Em 29 do mesmo mês, a cantora executou-a em um concerto de 40 minutos realizado durante a Semana de Moda de Pais — requisitada pela Fendi —, que foi descrito como "audacioso" e "uma forte demonstração de seu retorno às origens". O tema foi incluído nos concertos de Winehouse em festivais em 2008, entre os quais o Rock In Rio Lisboa, em Portugal — ao qual a artista compareceu atrasada e com a voz rouca —, o T In The Park, o Oxegen, o V Festival e o Glastonbury. Após encerrar as suas apresentações àquele ano, a cantora iniciou um hiato de quase três anos. A artista retornou aos palcos somente em 2011, com uma turnê cujas primeiras apresentações ocorreram no Brasil, entre os dias 9 e 15 de janeiro de 2011, em Florianópolis, Rio de Janeiro, Recife e São Paulo. "You Know I'm No Good" foi, uma vez mais, incluída no repertório.

## Outras versões
| |  |  |
| A cantora brasileira Pitty e o grupo britânico Arctic Monkeys foram alguns dos artistas que realizaram um cover da canção. |  |  |

A faixa também recebeu atenção por parte de outros artistas. O grupo musical britânico Arctic Monkeys apresentou a canção em um programa radiofônico da BBC Radio em abril de 2007. Cam Lindsay, da revista canadense Exclaim!, escreveu sobre a versão dos rapazes: "Infelizmente, o cantor Alex Turner [vocalista do grupo] não tentou proferir os versos de Ghostface, da remistura da canção, mas não deixa de ser um agradável e confiável sinal para uma das faixas mais excitantes do mercado". O cover foi posteriormente incluído na coletânea Radio 1's Live Lounge 2 Live, editada em outubro. A musicista brasileira Pitty apresentou a canção durante a sua participação no programa televisivo Altas Horas, em 2009.
A cantora americana Wanda Jackson regravou "You Know I'm no Good" e editou-a como single em meados de 2010, realizado alguns ajustes em sua letra. Além disso, a musicista incluiu a canção no repertório de suas apresentações ao vivo em 2010 e 2011. Sobre a performance da canção realizada por Jackson no El Rey Theatre, em Los Angeles, a repórter Jeff Miller, do Hollywood Reporter, escreveu: "Posteriormente, a banda tocou uma agressiva e acentuada versão de 'You Know I'm No Good', a sensual canção de Amy Winehouse; Jackson concluiu a faixa serenamente, a esfregar os dedos sobre o torso sugestivamente". Em outubro de 2011, a artista conterrânea JoJo executou a canção durante um concerto de sua excursão pela cadeia de restaures Hard Rock Cafe, em Detroit. Em dezembro, Jackson apresentou novamente a canção ao vivo, desta vez no programa televisivo VH1 Divas Celebrates Soul, do VH1, acompanhada por Sharon Jones e pelos músicos do grupo The Dap-Kings, que excursionaram com Winehouse ao longo de 2007-11. A performance foi realizada como um tributo a Winehouse, que falecera meses antes. Em dezembro de 2013, a artista canadense Cœur de Pirate regravou a canção para a trilha-sonora da série televisiva conterrânea Trauma. "You Know I'm No Good" constou como a quarta faixa do disco, que foi lançado em 2014. Em dezembro de 2015, a cantora francesa Joyce Jonathan executou a faixa acompanhada apenas à guitarra no programa Session sur le toit, promovido pela revista compatriota Le Point. Meses depois, em fevereiro de 2016, a cantora apresentou-a novamente no programa radiofônico francês Sortez du Cadre, de Nikos Aliagas, e, em abril, interpretou-a uma vez mais em versão acústica no programa online Off TV, promovido pela Universal Music da França.

## Faixas e formatos
"You Know I'm No Good" foi disponibilizada em formatos físico e digital em lojas como Amazon.com e iTunes. Em algumas nações europeias, a canção foi editada em formatos CD single e CD-Maxi, tendo sido lançado um vinil exclusivo em território alemão. Também foi lançado um CD-Maxi exclusivo no Reino Unido. Além disso, foi editado em formato extended play (EP) digital, contendo as mais faixas do CD-Maxi britânico.
| Download digital |                        |         |  |
| N.º              | Título                 | Duração |  |
| 1.               | "You Know I'm No Good" | 4:16    |  |

| Maxi single |                                                     |         |  |
| N.º         | Título                                              | Duração |  |
| 1.          | "You Know I'm No Good"                              | 4:16    |  |
| 2.          | "You Know I'm No Good" (Featuring Ghostface Killah) | 4:23    |  |
| 3.          | "You Know I'm No Good" (Skeewiff Mix)               | 5:44    |  |

| Maxi single britânico |                                       |         |  |
| N.º                   | Título                                | Duração |  |
| 1.                    | "You Know I'm No Good"                | 4:16    |  |
| 2.                    | "Monkey Man"                          | 2:52    |  |
| 3.                    | "You Know I'm No Good" (Skeewiff Mix) | 5:44    |  |

| CD single |                                     |         |  |
| N.º       | Título                              | Duração |  |
| 1.        | "You Know I'm No Good" (Radio Edit) | 3:39    |  |
| 2.        | "To Know Him Is To Love Him"        | 2:24    |  |

| EP digital |                                                     |         |  |
| N.º        | Título                                              | Duração |  |
| 1.         | "You Know I'm No Good"                              | 4:16    |  |
| 2.         | "You Know I'm No Good" (Featuring Ghostface Killah) | 4:23    |  |
| 3.         | "You Know I'm No Good" (Skeewiff Mix)               | 5:44    |  |

| Vinil alemão |                                                   |         |  |
| N.º          | Título                                            | Duração |  |
| 1.           | "You Know I'm No Good" (Skeewiff Mix)             | 5:46    |  |
| 2.           | "You Know I'm No Good" (Album Version)            | 4:14    |  |
| 3.           | "You Know I'm No Good" (Instrumental)             | 4:14    |  |
| 4.           | "You Know I'm No Good" (Ghostface Killah Version) | 4:23    |  |
| 5.           | "You Know I'm No Good" (Fettes Brot Remix)        | 3:53    |  |
| 6.           | "You Know I'm No Good" (A Cappella)               | 4:14    |  |

| Vinil americano |                                                     |         |  |
| N.º             | Título                                              | Duração |  |
| 1.              | "You Know I'm No Good"                              | 4:16    |  |
| 2.              | "You Know I'm No Good" (Featuring Ghostface Killah) | 4:23    |  |
| 3.              | "Rehab"                                             | 3:32    |  |
| 4.              | "Rehab" (Hot Chip Remix)                            | 6:58    |  |

## Créditos
Lista-se abaixo os profissionais envolvidos na elaboração de "You Know I'm No Good", de acordo com o encarte de Back to Black.
Gravação
- Gravada em 2006;
- Vocais registrados no Chung King Studios, Nova Iorque;
- Instrumentais registrados no Dap King Studios e Metropolis Studios, em Nova Iorque e Londres, respectivamente.

Equipe
| - Amy Winehouse: vocal principal, composição; - Mark Ronson: produção, arranjo, engenharia de áudio, tamborim; - Tom Elmhirst: mistura; - Matt Paul: assistente de mistura; - Jesse Gladstone e Mike Makowski: assistentes de engenharia; - Binky Griptite e Thomas Brenneck: guitarras; | - Victor Axelrod: piano, palmas, órgão Wurlitzer; - Homer Steinweiss: bateria; - Nick Movshon: baixo elétrico; - Dave Guy: trompete; - Ian Hendrickson-Smith: saxofone barítono; - Neal Sugarman: saxofone tenor. |

## Desempenho nas tabelas musicais

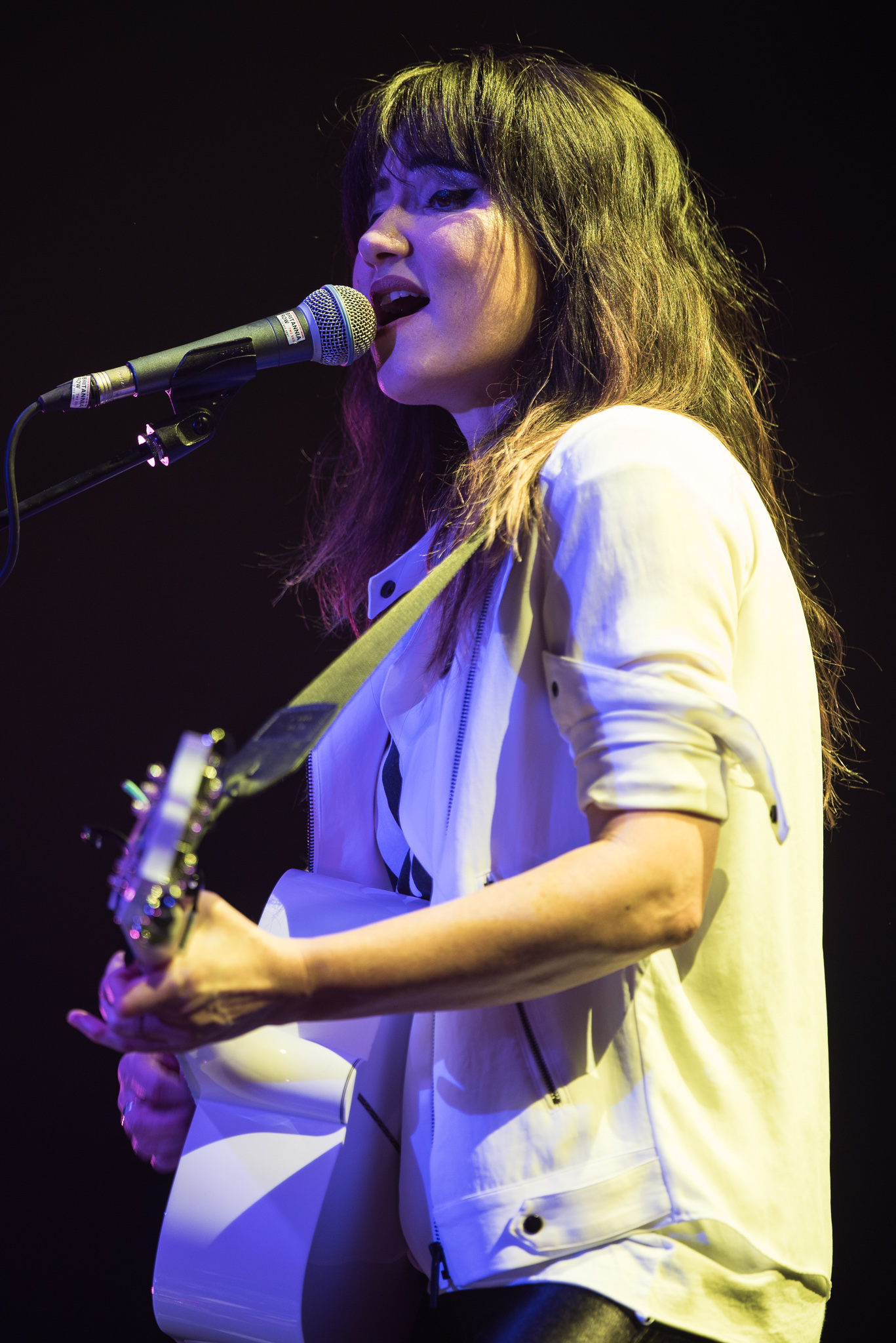
Com "You Know I'm No Good", Winehouse tornou-se a artista feminina a alcançar uma colocação entre as dez primeiras classificações da Adult Alternative Songs, dos Estados Unidos, em menor tempo desde KT Tunstall, fazendo-o em apenas quatro semanas.

"You Know I'm No Good" estreou na tabela musical britânica, a UK Singles Chart, em 7 de janeiro de 2007, antes mesmo de seu lançamento como single, devido às vendas de mais de três mil unidades digitais, tendo obtido o 40.º lugar. Após ser enviada às estações radiofônicas como canção de trabalho e ser disponibilizada em formato físico, a faixa saltou 22 colocações à 18.ª posição, estabelecendo o seu melhor resultado na tabela. Consequentemente, tornou-se o segundo single de Winehouse a alcançar uma colocação entre as vinte primeiras classificações. Concomitantemente, a canção estreou em primeiro lugar na UK R&B Chart, convertendo-se no primeiro lançamento da artista a alcançar o cume. O single permaneceu 22 semanas consecutivas a oscilar na tabela e, ao término do primeiro semestre de 2007, registrava 53 272 unidades vendidas em território britânico. De acordo com a Official Charts Company (OCC), "You Know I'm No Good" comercializou mais de 193 mil cópias no país até ao primeiro semestre de 2015, de modo que é a quarta faixa mais vendida de Winehouse a solo no Reino Unido. Em uma classificação geral, que inclui canções solos e duetos, "You Know I'm No Good" ocupa o quinto lugar, uma vez que "Valerie" (2007) — uma colaboração com Mark Ronson e cover de The Zutons, originalmente editado em 2006 — é o single mais vendido da cantora.
Na maior parte das nações europeias, por sua vez, a repercussão da canção foi relativamente inferior à registrada em território britânico. Na Irlanda, por exemplo, a faixa estreou em 42.º lugar e obteve como melhor colocação a 39.ª posição. Em território escocês, tornou-se o segundo lançamento de Winehouse a alcançar uma posição entre os trinta primeiros colocados — sucedendo "Rehab" — ao conquistar o 24.º lugar da Scottish Singles Charts. Na Alemanha, a gravação iniciou o seu percurso na tabela de vendas em 77.º lugar em 25 de maio de 2007, tendo sido essa, àquela altura, a sua melhor colocação. O single permaneceu apenas sete semanas entre os mais vendidos e apenas regressou ao ranking em fevereiro de 2008 em 84.º lugar. Em alguns países, no entanto, a faixa tornou-se o mais bem sucedido single de Amy Winehouse nas tabelas musicais. Foi o que se verificou em Suíça, Turquia e Eslováquia, nas quais a canção obteve o sétimo, o segundo e o 29.º lugares, as mais altas classificações alguma vez alcançadas por uma canção da artista. Em França, a gravação realizou o seu melhor debut, que se transformou em sua posição pico, alcançando o 17.º lugar da Syndicat National de l'Édition Phonographique (SNEP), em 11 de fevereiro de 2008. O single encerrou 2008 com 27 530 unidades comercializadas em território francês, o que o converteu no 91.º lançamento mais vendido do ano. Foi nas estações radiofônicas da Polônia, no entanto, que "You Know I'm No Good" obteve o seu maior êxito. Lá, a canção estreou em 47.ª posição em 29 de dezembro de 2007 e apresentou ininterrupta ascensão por onze semanas antes de conquistar a liderança em 24 de março de 2008, na qual permaneceu por três atualizações.
Na América do Norte, "You Know I'm No Good" obteve resultados favoráveis, sobretudo na Adult Alternative Songs, tabela dos Estados Unidos voltada aos gêneros urbanos, em que a canção estreou em 26.º lugar em 31 de março de 2007, com audiência de 188 mil espectadores. Àquela edição, foi o single com o maior número de inclusões em rádios do gênero e com o maior aumento em suas reproduções — 48 a mais em relação à semana anterior, o que lhe garantiu um total de 127 reproduções. O single saltou nove colocações em 7 de abril, com 417 mil ouvintes e o acréscimo de 73 reproduções em estações radiofônicas do gênero — o terceiro maior acréscimo àquela semana, atrás apenas de "Read My Mind" (2007), de The Killers, e de "Signal Fire" (2007), de Snow Patrol, que registraram um aumento de 77 e 75 reproduções, respectivamente. Após quatro semanas na tabela, em 21 de abril, a canção ascendeu ao oitavo lugar, com 624 mil ouvintes. Consequentemente, converteu Winehouse na artista feminina a ascender às dez primeiras classificações mais rapidamente desde a escocesa KT Tunstall, que realizou a façanha em apenas três semanas com "Black Horse & The Cherry Tree" (2005), em novembro de 2005. Adicionalmente, tornou-a a primeira artista feminina em estreia a realizar a proeza em tal período de tempo desde o estabelecimento da tabela pela Nielsen Broadcast Data Systems. "You Know I'm No Good" galgou quatro colocações em 28 do mesmo mês, com 683 mil espectadores, tendo registrado o maior aumento em reproduções uma vez mais. Cinco semanas mais tarde, o single alcançou a vice-liderança da tabela, com 1,1 milhão de espectadores, atrás apenas de "Better Than" (2007), do grupo australiano John Butler Trio, que registrara 746 mil ouvintes a mais. "You Know I'm No Good" permaneceu em segundo lugar por três edições, com um total de 4,2 milhões de espectadores registrados nesse período. Com 21 edições e 7 282 reproduções registradas até ao final de 2007, a obra consagrou-se como o 11.º lançamento mais bem-sucedido na Adult Alternative Songs àquele ano.
Na Billboard Hot 100 — principal tabela musical dos Estados Unidos —, a canção estreou em 90.º lugar na edição de 31 de março de 2007. Simultaneamente, obteve a 93.ª posição da R&B Singles Chart. O single deixou a Billboard Hot 100 na semana seguinte e regrediu na R&B Singles Chart, retornando ao ranking em 91.ª posição em 14 de abril. Àquela semana, a sua ascensão às dez primeiras classificações entre as canções com o maior número de rotação na rádio KMEL San Francisco contribuiu para que a canção saltasse à 87.º colocação na R&B Songs Chart devido a um aumento de 36% em sua audiência total. "You Know I'm No Good", porém, veio a deixar uma vez mais a Billboard Hot 100 em 28 do mesmo mês. A faixa retornou em 5 de maio, uma vez mais em 91.º lugar, alçando-se à 82.ª colocação em 12 do mesmo mês. Durante as quatro semanas seguintes, a canção deixou e reentrou no ranking por diversas vezes antes de retornar em 78.ª posição — a sua melhor classificação em 2007. Nas estações americanas de música pop, o registrou alcançou o 58.º lugar. O tema apenas retornou às tabelas de vendas da América do Norte após a exibição do Grammy Award de 2008, cerimônia de entrega de prêmios em que Winehouse executou-a. Um semana após o Grammy, a canção apresentou um aumento de 314% em suas vendas, que atingiram a marca de 28 500 unidades. Consequentemente, a canção retornou à Billboard Hot 100 em 77.º lugar — adquirindo para si um novo pico — e à Billboard Digital Songs em 46.ª posição, e totalizou 412 mil cópias distribuídas em território americano. Simultaneamente, estreou em 54.º lugar na Canadian Hot 100, do Canadá, alcançando a 37.ª posição na Hot Canadian Digital Singles. De acordo com a Nielsen SoundScan, foram registradas mais de 729 mil unidades comercializadas de "You Know I'm No Good" nos Estados Unidos até ao primeiro semestre de 2011.
Com o falecimento de Amy Winehouse, em 2011, os seus materiais discográficos acabaram por receber novamente a atenção dos consumidores de todo o globo, o que resultou no retorno de seus singles, incluindo "You Know I'm No Good", aos rankigs de diversos países. No Reino Unido, a canção retornou à UK Singles Chart em 37.º lugar na edição de 1.º de agosto, com 9 607 unidades comercializadas. Nos Estados Unidos, o single comercializou dezoito mil unidades nas primeiras 36 horas após a divulgação do ocorrido. Na semana seguinte, a faixa reassumiu a 52.ª posição da Billboard Digital Songs, com outras 32 mil unidades comercializadas. Em território francês, a canção regressou em 67.º lugar horas após a notícia ter-se tornado pública, vindo a saltar 33 posições à 34.ª classificação uma semana depois. Nos Países Baixos, "You Know I'm No Good" acabou por superar a sua posição pico. Lá, a faixa reentrou em 27.ª posição e, em 2008, havia obtido como melhor classificação o 40.º lugar. O mesmo ocorreu na Alemanha, onde a canção alcançou o 71.º lugar em agosto de 2011 — alcançara a 77.ª colocação em 2007. Em outras nações, a canção acabou por realizar a sua estreia nas tabelas de vendas. Foi o que ocorreu em territórios italiano e espanhol, nos quais a canção debutou em 31.º e 48.º lugares em agosto de 2011.
| Região (tabela musical)                                | Melhor posição |
| ------------------------------------------------------ | -------------- |
| África do Sul (South Africa Airplay Chart)             | 6              |
| Alemanha (Media Control Charts)                        | 71             |
| Argentina (Ranking Hot 40)                             | 14             |
| Austrália (ARIA Charts)                                | 89             |
| Áustria (Ö3 Austria top 40)                            | 50             |
| Bélgica (Bubbling Under de Flandres)                   | 2              |
| Bélgica (Bubbling Under de Valônia)                    | 19             |
| Canadá (Canadian Hot 100)                              | 54             |
| Chile (Chile Hot 100)                                  | 27             |
| Coreia do Sul (Gaon Digital Chart)                     | 41             |
| Dinamarca (IFPI Dinamarca)                             | 23             |
| Escócia (Scottish Singles Charts)                      | 24             |
| Eslováquia (IFPI República Eslovaca)                   | 29             |
| Espanha (Productores de Música de España)              | 48             |
| Estados Unidos (Billboard Hot 100)                     | 77             |
| Estados Unidos (Adult Alternative Songs)               | 2              |
| Estados Unidos (R&B Singles Chart)                     | 87             |
| França (Syndicat National de l'Édition Phonographique) | 17             |
| Grécia (Greece Digital Songs)                          | 3              |
| Irlanda (Irish Singles Chart)                          | 39             |
| Itália (Federazione Industria Musicale Italiana)       | 31             |
| Luxemburgo (Luxembourg Airplay Chart)                  | 42             |
| Noruega (VG-Lista)                                     | 12             |
| Países Baixos (MegaCharts)                             | 27             |
| Polônia (Związek Producentów Audio Video)              | 1              |
| Reino Unido (UK Singles Chart)                         | 18             |
| Reino Unido (UK R&B Singles Chart)                     | 1              |
| Suíça (Schweizer Singles Chart)                        | 7              |
| Romênia (Romanian Singles Chart)                       | 39             |
| Turquia (Radyo ODTÜ Chart)                             | 2              |
| União Europeia (European Hot 100 Singles)              | 54             |
| Venezuela (Record Report Anglo)                        | 14             |

| Região (Certificador)      | Certificação | Vendas   |
| -------------------------- | ------------ | -------- |
| Coreia do Sul (KMCIA)      | —            | 647 550  |
| Dinamarca (IFPI Dinamarca) | Ouro         | 30 000+  |
| Estados Unidos (RIAA)      | —            | 779 000  |
| França (SNEP)              | 27 530       |          |
| Itália (FIMI)              | Ouro         | 25 000+  |
| Reino Unido (BPI)          | Ouro         | 400 000+ |
| Suíça (IFPI Schweiz)       | Platina      | 30 000+  |